# Müsch
Müsch település Németországban, Rajna-vidék-Pfalz tartományban. Lakosainak száma 176 fő (2023. december 31.).

## Népesség
A település népességének változása:
| Lakosok száma | 212  | 196  | 210  | 218  | 198  | 192  | 176  |
|               | 1975 | 2014 | 2017 | 2019 | 2021 | 2022 | 2023 |